# Halstenbek
Halstenbek est une commune allemande près de Hambourg. Elle est célèbre pour le Knick-Ei, une salle de sports qui s'était effondrée deux fois pendant sa construction.

## Histoire
Halstenbek a été mentionnée pour la première fois dans un document officiel en 1296.

## Jumelages
- Hartkirchen (Autriche) depuis 1984[1]
- Lübz (Allemagne) depuis le 6 octobre 1990[2]